# Vindhem
Vindhem, (fvn: vindheimr, ”vindvärlden”) är ett i Vǫluspá förekommande namn på himlen. Det förutspås att Balders och Höners barn kommer att bo där.
| ”         | Då kan Höner lyckans lotter kasta och de båda brödernas barn bebo det vida Vindhem. Veten I än mer och vad? | „ |
| – Vǫluspá | |   |